# Avplattning

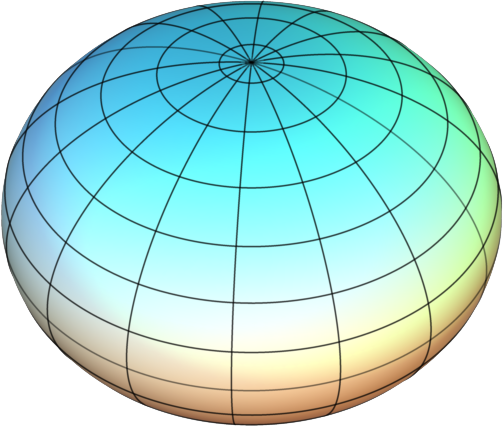
En avplattad sfär.

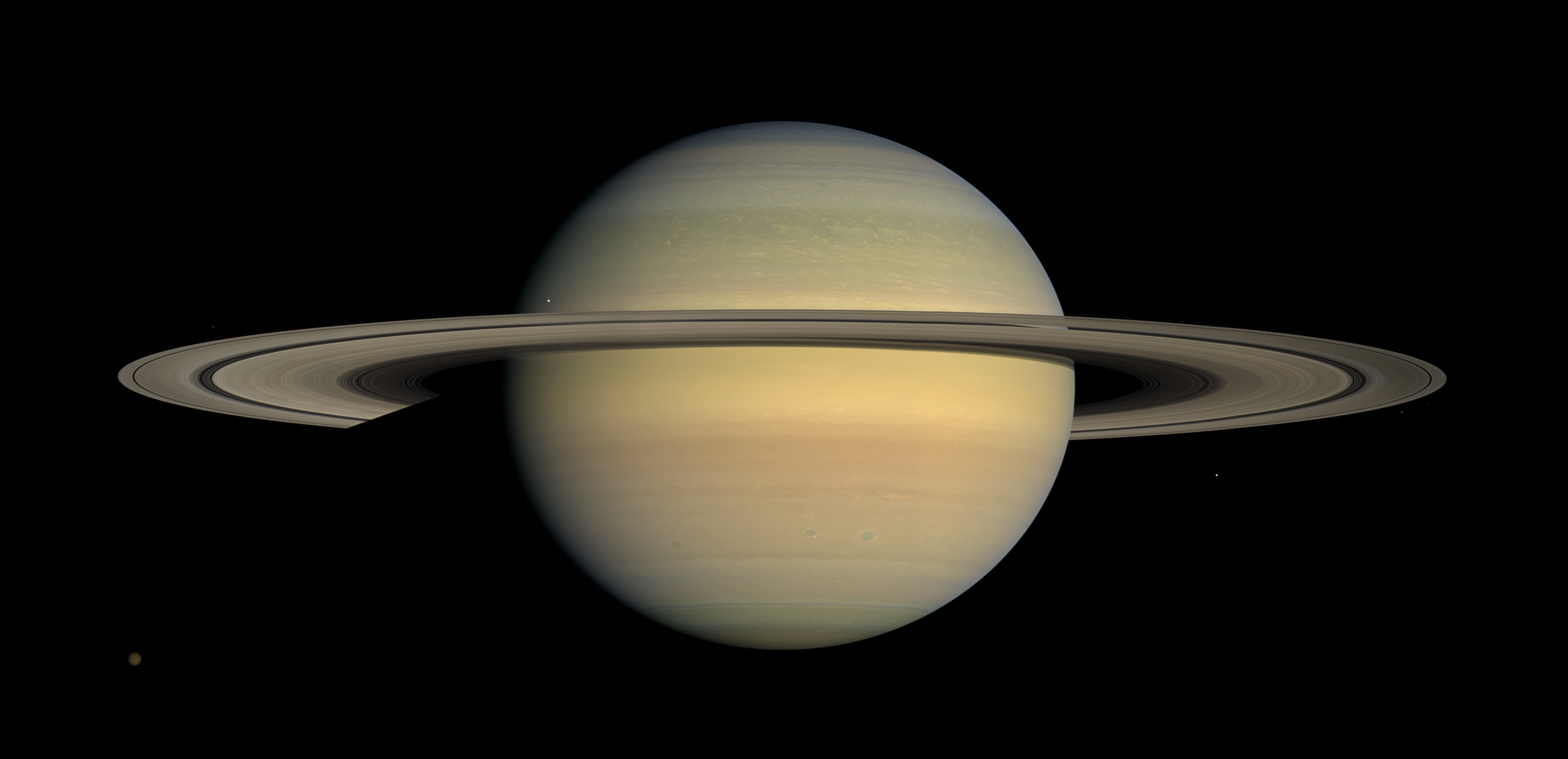
Saturnus har till skillnad från jorden en så pass stor avplattning att den kan uppfattas med ögat.

Avplattning eller ellipticitet avser en vanligen symmetrisk avvikelse från sfärisk eller cirkulär form. Ofta används måttet för att beskriva formen hos planeter eller andra himlakroppar som blir avplattade på grund av sin rotation.
Om a är avståndet från sfärens centrum till ekvatorn och b är avståndet från centrum till polen blir
{\displaystyle avplattning\quad =\quad {\frac {a-b}{a}}.}

## Definitioner
Det finns tre varianter: plattningen {\displaystyle f,} kallas ibland den första avplattningen, samt två andra "avplattningar" {\displaystyle f'} och {\displaystyle n,} var och en kallas ibland den andra för plattan, ibland ges bara en symbol, eller ibland kallas den andra förplattan respektive tredje förplattan.
I det följande,är {\displaystyle a} den större dimensionen (till exempel halv huvudaxel), medan {\displaystyle b} är den mindre (halv minoraxeln). Alla tillplattningar är noll för en cirkel (a = b).
| (Första) avplattning | {\displaystyle f}  | {\displaystyle {\frac {a-b}{a}}}   | Grundläggande. Geodetiska referensellipsoider specificeras genom att ge {\displaystyle {\frac {1}{f}}\,\!} |
| Andra avplattning    | {\displaystyle f'} | {\displaystyle {\frac {a-b}{b}}}   | Grundläggande. Geodetiska referensellipsoider specificeras genom att ge                                    |
| Tredje avplattning   | {\displaystyle n}  | {\displaystyle {\frac {a-b}{a+b}}} | Används i geodetiska beräkningar som en liten expansionsparameter.[6]                                      |

## Identiteter

En cirkel med radie a komprimerad till en ellips.

En sfär med radie a komprimerad till en oblate rotationsellipsoid.

Avplattningarna kan relateras till varandra: 
{\displaystyle {\begin{aligned}f={\frac {2n}{1+n}},\\[5mu]n={\frac {f}{2-f}}.\end{aligned}}}
Avplattningarna är relaterade till andra parametrar för ellipsen. Till exempel, 
{\displaystyle {\begin{aligned}{\frac {b}{a}}&=1-f={\frac {1-n}{1+n}},\\[5mu]e^{2}&=2f-f^{2}={\frac {4n}{(1+n)^{2}}},\\[5mu]f&=1-{\sqrt {1-e^{2}}},\end{aligned}}}
där {\displaystyle e} är excentriciteten.

## Första och andra avplattningen
Första avplattningen uttrycks
{\displaystyle {}_{\color {white}x}f={\mbox{ver}}(o\!\varepsilon )=2\sin ^{2}\left({\frac {o\!\varepsilon }{2}}\right)=1-\cos(o\!\varepsilon )={\frac {a-b}{a}};\,\!}
medan andra avplattningen uttrycks
{\displaystyle f'=\tan ^{2}\left({\frac {o\!\varepsilon }{2}}\right)={\frac {1-\cos(o\!\varepsilon )}{1+\cos(o\!\varepsilon )}}={\frac {a-b}{a+b}},\,\!}
där a är längden på rotationsellipsoidens storaxel, b är längden på dess lillaxel och {\displaystyle o\!\varepsilon \,\!} är dess vinkelexcentricitet.